# Harpē
La harpē (ἅρπη) era un tipo de espada u hoz; una espada con una protrusión en forma de hoz a lo largo de un borde cerca de la punta de la hoja. La harpē se menciona en fuentes griegas y romanas, y casi siempre en contextos mitológicos.

## Harpe en la mitología

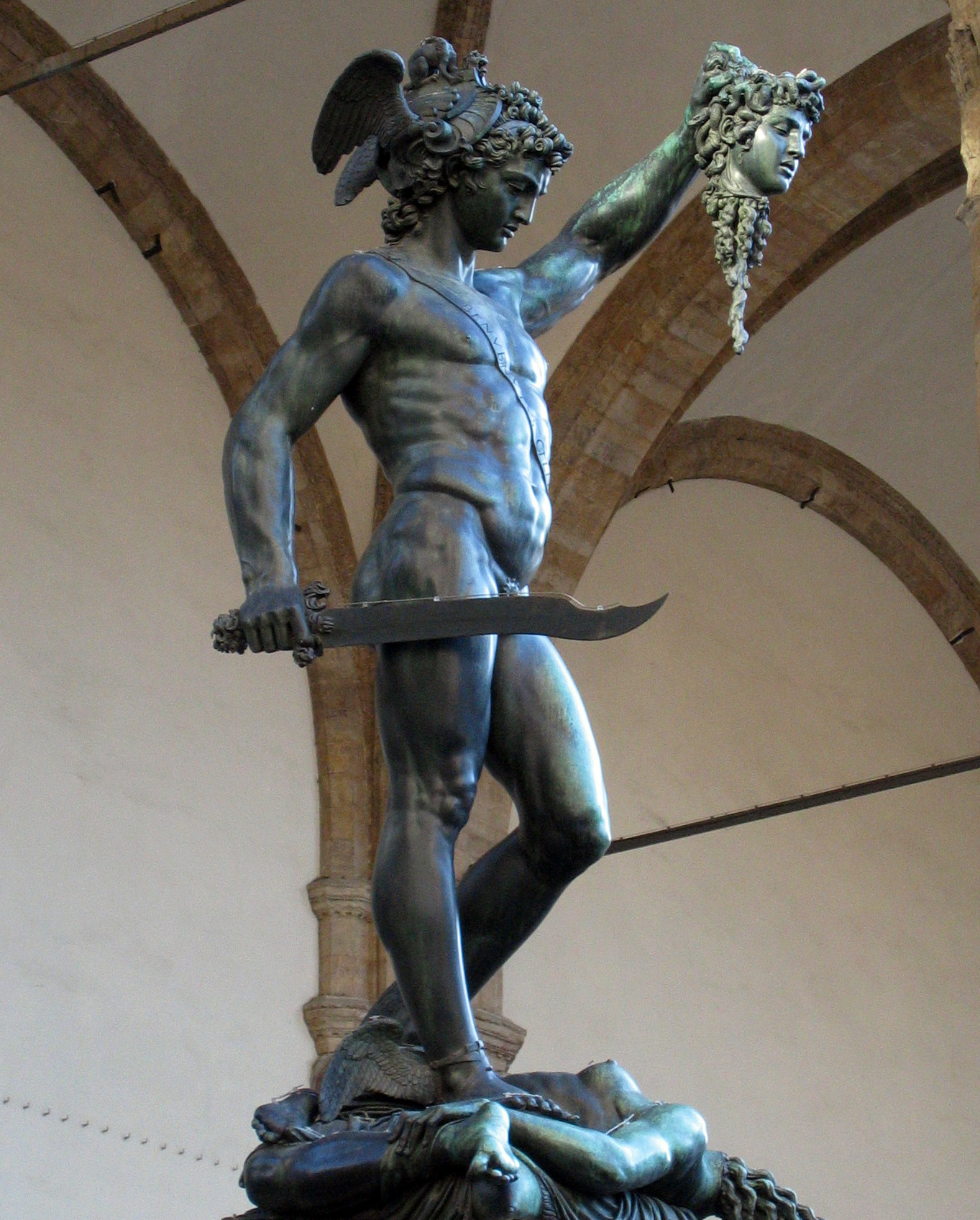
Perseo con la cabeza de Medusa de Benvenuto Cellini representa a Perseo armado con una espada harpē cuando decapitó a Medusa.

La espada harpē es más notablemente identificada como el arma utilizada por Cronos para castrar y deponer a su padre, Urano. Alternativamente, ese arma se identifica como una hoz o guadaña más tradicional. El harpē, la guadaña o la hoz era una hoja de pedernal o adamanto (diamante) y se la proporcionó a Cronos su madre, Gaia. Según un antiguo mito registrado en la Teogonía de Hesíodo, Urano había arrojado a los hijos de él y de Gaia, los cíclopes y loshecatónquiros, al Tártaro. La enfurecida Gaia tramó el derrocamiento de Urano. Ella suplicó a cada uno de sus hijos que se levantaran contra Urano, pero todos se negaron excepto el más joven, Cronos. Entonces, Gaia le proporcionó el arma, y cuando Urano volvió a acostarse con Gaia, Cronos entró en acción y castró a su padre, derrocándolo y expulsándolo para siempre. Así, la hoja (ya fuera harpē, hoz o guadaña) se convirtió en un símbolo del poder de Cronos.
Hermes, nieto de Cronos, mató a Argos Panoptes con un harpē para rescatar a Ío. Luego, Hermes prestó su harpē a su medio hermano, Perseo, quien regularmente es representado en estatuas y esculturas armado con el arma en su búsqueda para matar a la Gorgona, Medusa y el monstruo marino, Ceto (en otras versiones, Perseo utilizó la cabeza de Medusa para petrificar a Ceto). Perseo recibió tal espada de su padre, Zeus (el hijo menor de Cronos y posteriormente su derrocador), quien también usó el harpē para luchar contra Tifón. De los hijos de Zeus, Hermes también había usado el harpē para matar al titán Argos, y Heracles había derrotado a la Hidra con la misma arma. De estos intercambios el harpē recibió apodos como Guadaña de Cronos u Hoz de Zeus.

## Representación en el arte

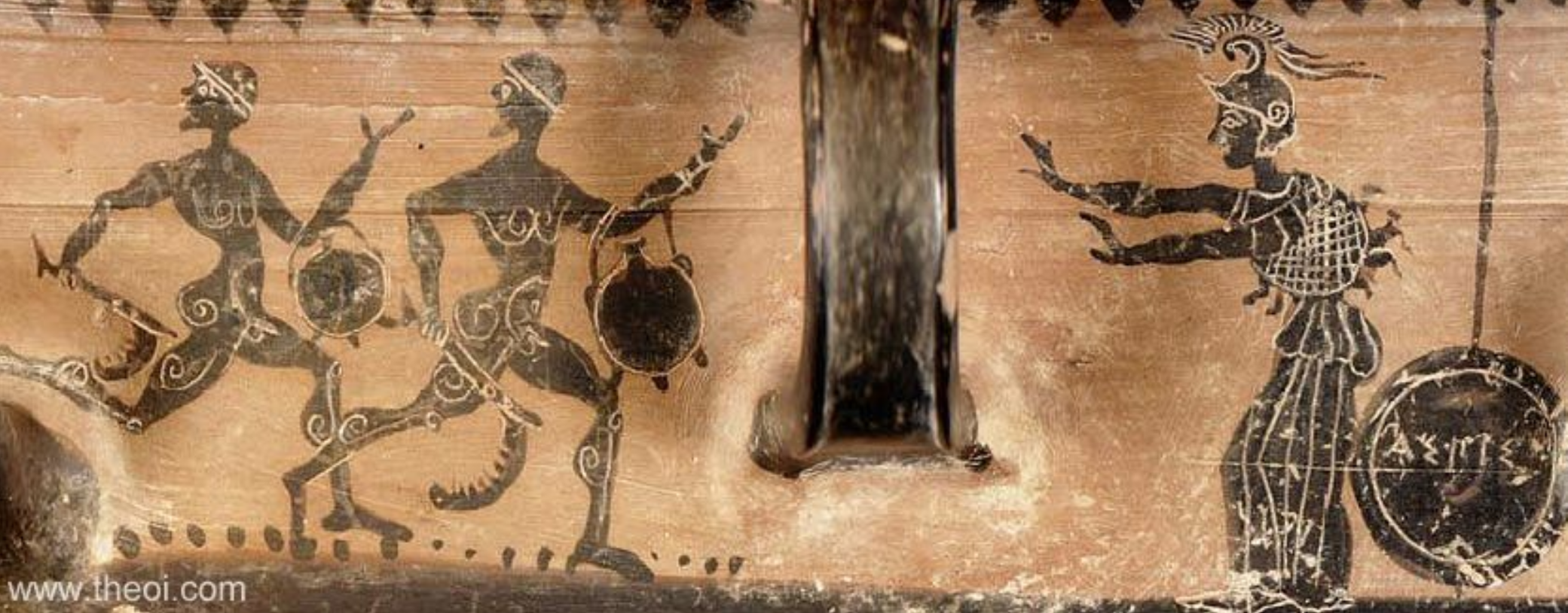
Perseo representado llevando una hoz en un ánfora de collage.

En el arte griego y romano se representa de diversas formas, pero parece que originalmente era una espada egipcia con forma de hoz  similar a un khopesh egipcio. Las representaciones posteriores a menudo lo muestran como una combinación de espada y hoz, y esta extraña interpretación se describe explícitamente en el siglo II en Leucipa y Clitofonte. La imagen de Perseo mostrada con la espada es considerada una representación moderna de Benvenuto Cellini, escultor y orfebre italiano. En representaciones antiguas, la harpē se puede ver en un ánfora de collage en el Museo de Bellas Artes de Boston. Esta pieza muestra a Perseo después de decapitar a la Gorgona, Medusa, con su cabeza en la bolsa kibisis que se muestra en la mano izquierda de Perseo mientras lleva la harpē en la derecha mientras corre hacia Atenas. La imagen de Perseo está duplicada para mostrar su rápido ritmo.